# 대니얼 카너먼
대니얼 카너먼(히브리어: דניאל כהנמן, 영어: Daniel Kahneman, 1934년 3월 5일 ~ 2024년 3월 27일)은 이스라엘 출신 미국의 심리학자이자 경제학자이다. 2002년 노벨 경제학상을 수상했다. 그의 학문적인 업적은 판단과 의사결정분야의 심리학, 행동경제학과 행복심리학이다. 아모스 트버스키 등 다른 학자들과 함께 발견법 및 편견으로부터 기인하는 보편적 인적 오류 요인에 대한 인지적인 연구의 토대를 세웠으며 전망이론을 정립했다. 이러한 전망이론의 성과로 2002년 노벨 경제학상을 수상하였으며 현재는 프린스턴 대학 SPIA(이전 명칭; 우드로 윌슨 스쿨)의 교수로 재직하였다.

## 생애
대니얼 카너먼은 1934년 텔아비브에서 출생하였다. 어린시절은 프랑스 파리에서 보냈다. 1940년 나치의 파리 점령시까지 파리에 있었고 이후 1946년 영국령의 팔레스타인으로 이주하였다.
1954년 예루살렘 히브리 대학교에서 심리학과 수학(부전공)을 전공하고 이스라엘 군에서 복무하였다. 1958년 박사학위를 위해 캘리포니아 대학교 버클리를 다녔으며 거기서 심리학 박사학위를 받았다.

## 학술적 업적

### 인지 심리학
카너먼은 1961년부터 예루살렘 히브리 대학에서 심리학강의를 시작하였으며 1966년에 선임강사로 승진하였다. 이시기 그의 초기 연구는 시각적 인식과 관심에 관한 것이었다.

### 판단과의사결정
카너먼의 연구에 있어 결정적 역할을 하게 되는 아모스 트버스키와 판단과 의사결정 연구를 같이 시작하게 되었으며 1979년 획기적인 전망이론을 발표하게 되었다. 이는 1968년경 헤브루 대학에서 열렸던 카네먼의 세미나에 트버스키가 초청강연을 하게 됨으로써 시작되었는데 처음 공동 발표한 논문은 1971년 "작은 수의 법칙에 대한 믿음"이었다. 이후로 유명 저널에 7개의 논문을 공동저작하게 되는데 전망이론외에 유명한 논문으로는 "불확실성아래에서의 판단문제: 발견법과 편향"(1974)이 있다.
2002년에 전망이론에 대한 공로로 카너먼은 노벨 경제학상을 수상하게 되는데 1996년에 사망한 트버스키에게 공로를 돌렸다.

### 행동경제학
1977년에서 1978년까지 트버스키와 카너먼은 스탠포드 대학의 행동과학 고등 연구센터의 연구원이었다. 거기서 리처드 탈러를 만나게 되었다. 그들은 친구가 되었고 트버스키와 카너먼의 전망이론을 발전시켜 탈러가 "긍정적 소비자 선택이론에 대해"논문을 1980년에 발표하였다. 이는 행동경제학의 초석이 되는 논문이 되었다.

### 행복심리학
1990년대에 카너먼의 연구는 행복심리학(hedonic psychology)쪽으로 더 초점이 맞춰졌다. 이는 긍정적 심리학 운동에 연관되어 이시기에 인기있었던 연구 주제였다.

## 주요 논문
다음은 카너먼에 의해 발표된 주요 논문의 일부이다.
- Tversky, A., & Kahneman, D. (1971). Belief in the law of small numbers. Psychological Bulletin, 76, 105-110.
- Kahneman, D., & Tversky, A. (1972). Subjective probability: A judgment of representativeness. Cognitive Psychology, 3, 430-454.
- Kahneman, D. (1973). Attention and effort. Englewood Cliffs, NJ: Prentice-Hall.
- Kahneman, D., & Tversky, A. (1973). On the psychology of prediction. Psychological Review, 80, 237-251.
- Tversky, A., & Kahneman, D. (1973). Availability: A heuristic for judging frequency and probability. Cognitive Psychology, 5, 207-232.
- Tversky, A., & Kahneman, D. (1974). Judgment under uncertainty: Heuristics and biases. Science, 185, 1124-1131. Science Mag Link
- Kahneman, D., & Tversky, A. (1979). Prospect theory: An analysis of decisions under risk. Econometrica, 47, 313-327.
- Tversky, A., & Kahneman, D. (1981). The framing of decisions and the psychology of choice. Science, 211, 453-458. Science Mag Link
- Kahneman, D., Slovic, P., & Tversky, A. (1982).  Judgment Under Uncertainty: Heuristics and Biases . New York: Cambridge University Press.
- Kahneman, D., & Tversky, A. (1984). Choices, values and frames. American Psychologist, 39, 341-350.
- Kahneman, D., & Miller, D.T. (1986). Norm theory: Comparing reality to its alternatives. Psychological Review, 93, 136-153.
- Kahneman, D., Knetsch, J.L., & Thaler, R.H. (1990). Experimental tests of the endowment effect and the Coase theorem. Journal of Political Economy, 98, 1325-1348.
- Kahneman, D., & Lovallo, D. (1993). Timid choices and bold forecasts: A cognitive perspective on risk-taking. Management Science, 39, 17-31.
- Kahneman, D., & Tversky, A. (1996). On the reality of cognitive illusions. Psychological Review, 103, 582-591.
- Schkade, D. A., & Kahneman, D. (1998). Does living in California make people happy? A focusing illusion in judgments of life satisfaction. Psychological Science, 9, 340-346.
- Kahneman, D., Diener, E., & Schwarz, N. (Eds.). (1999). Well-being: The foundations of hedonic psychology. New York: Russell Sage Foundation.
- Kahneman, D., & Tversky, A. (Eds.). (2000). Choices, values and frames. New York: Cambridge University Press.
- Kahneman, D. (2003). A perspective on judgment and choice: Mapping bounded rationality. American Psychologist, 58, 697-720.
- Kahneman, D., Krueger, A., Schkade, D., Schwarz, N., Stone, A. (2006). Would you be happier if you were richer? A focusing illusion. Science, 312, 5782.

## 같이 보기
- 게리 클라인